# Janusz Antoni Wiśniowiecki
Janusz Antoni Wiśniowiecki (né le 14 juin 1678 à Lviv, mort le 16 janvier 1741 à Lviv), prince de la famille Wiśniowiecki, échanson de Lituanie (1697-1698), maréchal de la cour de Lituanie (1699-1702), castellan de Vilnius (1702-1703), voïvode de Vilnius (1704-1706), voïvode de Cracovie (1706-1726), maréchal de la cour de la Couronne (1710), castellan de Cracovie (1726-1741).

## Biographie
Il est le fils de Konstanty Krzysztof Wiśniowiecki et de Anna Chodorowska.

## Mariage et descendance
Janusz Antoni Wiśniowiecki épouse Teofila Leszczyńska qui lui donne pour enfant :
- Urszula Franciszka Wiśniowiecka (1705–1753), épouse de Michel Casimir Radziwiłł Rybeńko

## Sources
- Notices d'autorité :   - VIAF
  - ISNI
  - LCCN
  - GND
  - Pologne
  - NUKAT
  - WorldCat

- (pl) Cet article est partiellement ou en totalité issu de l’article de Wikipédia en polonais intitulé « Janusz Antoni Wiśniowiecki » (voir la liste des auteurs).